# Patrick Joseph Hayes
Patrick Joseph Hayes (New York, 20 novembre 1867 – New York, 4 settembre 1938) è stato un cardinale e arcivescovo cattolico statunitense.

## Biografia
Nacque a New York il 20 novembre 1867.
Papa Pio XI lo elevò al rango di cardinale nel concistoro del 24 marzo 1924.
Morì il 4 settembre 1938 all'età di 70 anni.

## Genealogia episcopale e successione apostolica
La genealogia episcopale è:
- Cardinale Scipione Rebiba
- Cardinale Giulio Antonio Santori
- Cardinale Girolamo Bernerio, O.P.
- Arcivescovo Galeazzo Sanvitale
- Cardinale Ludovico Ludovisi
- Cardinale Luigi Caetani
- Cardinale Ulderico Carpegna
- Cardinale Paluzzo Paluzzi Altieri degli Albertoni
- Cardinale Gaspare Carpegna
- Cardinale Fabrizio Paolucci
- Cardinale Francesco Barberini
- Cardinale Annibale Albani
- Cardinale Federico Marcello Lante Montefeltro della Rovere
- Vescovo Charles Walmesley, O.S.B.
- Arcivescovo John Carroll
- Cardinale Jean-Louis Anne Madelain Lefebvre de Cheverus
- Arcivescovo Ambrose Maréchal, P.S.S.
- Vescovo John Dubois, P.S.S.
- Arcivescovo John Joseph Hughes
- Cardinale John McCloskey
- Arcivescovo Michael Augustine Corrigan
- Cardinale John Murphy Farley
- Cardinale Patrick Joseph Hayes

La successione apostolica è:
- Vescovo William Francis O'Hare, S.I. (1920)
- Vescovo John Joseph Dunn (1921)
- Vescovo Daniel Joseph Curley (1923)
- Arcivescovo John Joseph Mitty (1926)
- Arcivescovo Joseph Francis Rummel (1928)
- Vescovo John Francis O'Hern (1929)
- Vescovo James Edward Kearney (1932)
- Arcivescovo James Thomas Gibbons Hayes, S.I. (1933)
- Vescovo John Bernard Kevenhoerster, O.S.B. (1933)
- Vescovo Stephen Joseph Donahue (1934)
- Vescovo Bartholomew Joseph Eustace (1938)